# Бахрамов, Азамхон Усмонович
Азамхон Усмонович Бахрамов (узб. A'zamxon Usmonovich Baxramov; 12 января 1960 года, Джизакская область, Узбекская ССР — 19 октября 2020 года) — узбекский государственный деятель, кандидат экономических наук, с 2006 по 2008 год занимал должность хокима Самаркандской области.

## Биография
В 1986 году окончил Ташкентский институт народного хозяйства (ныне Ташкентский государственный экономический университет). Кандидат экономических наук. Долгое время являлся сотрудник информационно-аналитического управления Кабинета Министров Республики Узбекистан.
В 2000—2001 — заведующий секретариатом Премьер-Министра Республики Узбекистан. В марте-июле 2001 году — занимал пост первого заместителя министра макроэкономики и статистики. С 26 июля 2001 — председатель Государственного комитета Узбекистана по демонополизации и развитию конкуренции.
С августа 2003 года — председатель правления Министерства лёгкой промышленности (ныне ГАК «Узбекенгилсаноат»).
В 2005—2006 — первый заместитель хокима Самаркандской области по вопросам капитального строительства, коммуникаций и коммунального хозяйства.
В 2006—2008 годах — назначен на пост хокима Самаркандской области.
В феврале 2009 года — осужден на 15 лет лишения свободы. Ему было предъявлено обвинение более чем по 20 статьям УК Республики Узбекистан — вымогательство, шантаж, получение взяток и хищение государственных средств в особо крупных размерах, создание крупных преступных группировок и других. В частности, бывшему главе одного из самых крупных и промышленно развитых регионов республики, удалось отмыть через один из областных банков около 40 миллиардов сумов (более 28 миллионов долларов). Освобождён досрочно и реабилитирован.
С 2017—2020 года — занимал пост хокима Каттакурганского района Самаркандской области.
19 октября 2020 года скончался и похоронен в Ташкенте.

## Награды
- Июль 2004 года — Орден «Мехнат шухрати».
- 2020 год — Орден «Фидокорона хизматлари учун».